# Brachymeria somalica
Brachymeria somalica är en stekelart som beskrevs av Masi 1929. Brachymeria somalica ingår i släktet Brachymeria och familjen bredlårsteklar.
Artens utbredningsområde är Somalia. Inga underarter finns listade.